# Roland Bernier
Roland Bernier (Veurne, 1739 - aldaar, 3 mei 1809) was burgemeester van Veurne.

## Levensloop
Bernier was een voormalig officier bij de Gardes Suisses in het Franse leger, die zich in Veurne kwam vestigen. 
Tegen de tijd van de Brabantse Omwenteling was hij zeer actief in het Comité patriotique dat in Veurne werd opgericht, en waarin hij vooral de militaire activiteiten leidde. Tijdens de campagnes waaraan hij deelnam, stuurde hij omstandige verslagen naar zijn strijdgenoten in Veurne.
In 1795 werd hij raadslid in het nieuw opgerichte bestuur voor Veurne. Hij werd in 1800 de eerste burgemeester volgens de nieuwe wetgeving op de gemeenten. Hij werd echter al in 1802 afgezet. De reden hiervan gaf prefect de Viry aan in zijn rapport aan de minister van Binnenlandse zaken, over de Boetprocessie van Veurne: Je me refusai à laisser faire une procession dans laquelle devaient se reproduire toutes les pratiques des siècles de superstition et de barbarie. [Le maire], malgré mon refus, se crut en devoir d’aller en avant et ordonna en conséquence tous les apprêts de la fête, comme barres de fer, chemises de pénitents, etc et poussa la folie jusqu’à faire construire un oratoire ou chapelle au milieu de la place publique de la ville de Furnes.  
In 1824 werd hij voorzitter van de Provinciale Staten van de Nederlandse provincie West-Vlaanderen.